# Mindennapi élet Londonban I. Erzsébet korában

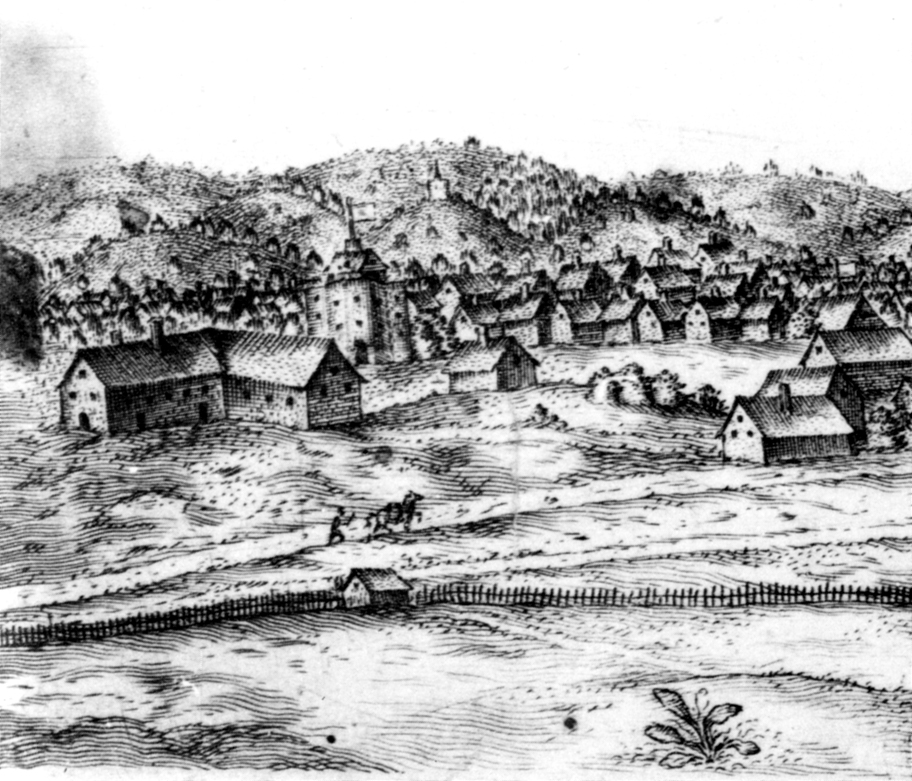
London látképe 1599-ben

London I. Erzsébet korában, a 16. század végén már Európa egyik legnagyobb városa volt, élénk külkereskedelemmel, nemzetközi kapcsolatokkal. Lakosai a kor „világszínvonalán” éltek, mindennapi életük a polgárosodás sok jelét mutatta. A gazdasági fejlődés jól érzékelhető volt és egyre-másra jelentek meg – gyakran külföldi mintára – technikai újítások is. A város igyekezett gondoskodni az elesettekről is, különösen az árva gyermekekről gondoskodtak átlagon felül.  
Polgárjogot az iparos- vagy kereskedőcéhek tagjai kaptak — a férfilakosság körülbelül háromnegyede. Ők foglalkoztathattak másokat, ők választották a polgármestert, a seriffet és a városi tanácsosokat; az idősebbek libériát viselhettek. A céhek vezetői hozták a szabályokat, és ők is tartatták be azokat. A szabályok megszegőit pénzbüntetéssel sújtották, a nem elég jó árut esetleg elkobozták, súlyos esetben az inasokat megkorbácsolták. A szabályokat ismételten megszegő polgárokat ki is zárhatták a céhből. 
A legfontosabb tizenkét céh vezetője, a „Nagy Tizenkettő” szabályozta a város iparát és kereskedelmét. A legfontosabb a selyemáru-kereskedők céhe volt (ők gyakran pénzt is kölcsönöztek nemes ügyfeleiknek), utánuk a fűszer-, a textil-, majd a halkereskedők, aranyművesek, tímárok, szabók és ruhakereskedők, rövidáru-kereskedők, sókereskedők, vaskereskedők, borkereskedők és posztókészítők következtek. A városi tanácsnak minden kerületből egy-egy tagja volt, összesen 26. Ők ellenőrizték kerületük hivatalnokait és rendőreit.
A város Erzsébet királynő után legbefolyásosabb embere a polgármester volt, a Lord Mayor. Őt évente választották a tizenkét vezető céh azon mesterei közül, akik már voltak tanácstagok és seriffek. Megbízatása egy évig tartott. A tisztségre csak gazdag ember pályázhatott, mert saját vagyonából kellett ellátnia a város vendégeit. Feladata volt a rend fenntartása, a törvénykezés, éhínség idején ennivalóosztás, járvány idején az egészségügyi rendszabályok betartatása, az idegenek számontartása, a piacok felügyelete. A polgármester városi sétái során is viselte hatalmas hivatali láncát és prémmel díszített, skarlátvörös palástját. Előtte lépkedett prémsapkás kardhordozója, aki a hatalmas kardot hegyével felfelé tartotta. Kialakult az a hagyomány, hogy a gazdag volt polgármesterek végrendeletükben komoly összegeket hagytak a szegények javára vagy más közösségi célokra.

## A londoni társadalom
A városban polgárjogokkal az rendelkezett, aki tagja volt az egyik iparos- vagy kereskedőcéhnek és ezáltal tulajdonjoga volt, foglalkoztathatott másokat. Ez egészében csak a férfilakosság körülbelül háromnegyedét jelentette. Csak ők szavazhattak a polgármester, a seriff vagy a városi tanácsosok választásán. A céhek idősebb tagjainak joguk volt libériát, selyemmel vagy bársonnyal bélelt és prémmel díszített egyenruhát viselni. A céhek vezetői hozták a szabályokat, és ők is tartatták be azokat. A szabályok megszegése pénzbüntetést vont maga után, esetleg a nem elég jó minőségű árut elkobozták; súlyos esetben az inasokat megkorbácsolták. A szabályokat ismételten megszegő polgárokat ki is zárhatták a céhből. A céhen kívüliek – leginkább bevándorlók – a város környékén vagy a külső területeken, például Southwarkban telepedtek le, mert a céhvezetők hatalma ide már általában nem terjedt ki.
A város ipara és kereskedelme a legfontosabb tizenkét céh vezetőinek, a „Nagy Tizenkettőnek” az irányítása alatt állt. A céhek fontossági sorrendben: a selyemáru-kereskedők, akik gyakran pénzt is kölcsönöztek nemes ügyfeleiknek, majd a fűszerkereskedők következtek, utánuk a textilkereskedők, halkereskedők, aranyművesek, tímárok, szabók és ruhakereskedők, rövidáru-kereskedők, sókereskedők, vaskereskedők, borkereskedők és posztókészítők.
London legbefolyásosabb embere I. Erzsébet királynő után a polgármester volt, a Lord Mayor. Őt évente választották meg a tizenkét vezető céh azon mesterei közül, akik voltak már tanácstagok és seriffek. A polgármester megbízatása egy évig tartott; bár újraválasztható volt, gyakorlati példa erre alig akadt. Csak gazdag ember pályázhatott, mert a Lord Mayor kötelessége volt a város vendégeit ellátni a saját vagyonából. Feladata volt a rend fenntartása, a törvénykezés, éhínség idején ennivalóosztás, járvány idején az egészségügyi rendszabályok betartatása, az idegenek számontartása, a piacok felügyelete. A polgármester városi sétái során is viselte hatalmas hivatali láncát és prémmel díszített skarlátvörös palástját. Előtte lépkedett prémsapkás kardhordozója, hatalmas karddal a kezében, hegyével felfelé. Kialakult az a hagyomány, hogy a gazdag volt polgármesterek végrendeletükben komoly összegeket hagytak a szegények javára vagy más közösségi célokra. A városi tanácsnak minden kerületből egy, összesen 26 tagja volt. Ők ellenőrizték kerületük hivatalnokait, rendőreit. A tanácsosok kerületükben szentek és sérthetetlenek voltak; ha valaki megütötte volna őket, annak levágták a karját.

### A lakosság összetétele, külföldiek
Ebben a korban is erős volt a lokálpatriotizmus a londoni születésűek körében, azonban a városban a népszaporulat negatív volt, minden évben többen haltak meg, mint amennyien születtek. Legalább ötezer beköltözőre volt szükség évente a lakosság szinten tartásához. Legnagyobb számban fiatal férfiak érkeztek munkát vállalni, vagy lányok, akik szolgálónak jelentkeztek vagy férjet kerestek. A legtöbben a környező grófságokból, Middlesexből , Surreyből, Kentből, Essexből és Hertfordshire-ből jöttek. A távolabbról érkezők miatt a város utcáin sokféle angol akcentus volt hallható, nem is beszélve a szomszédos területeken beszélt nyelvekről, mint a skót, ír, walesi, korni és manx.
Londonban már ebben az időben sok külföldi, tengerentúli származású ember élt. Legnagyobb részük a southwarki Szent Olaf kerületben, a London-híd déli lábánál, Blackfriars környékén és a Szent Márton templomáról elnevezett St Martins-le-Grand utcában lakott. London püspöke 1593-ban összeíratta azokat, akik fizették az idegenek adóját, és eszerint hétezren éltek Londonban – szinte pontosan ugyanannyian, mint húsz évvel azelőtt. Több mint egyharmaduk már Angliában született.
A fekete bőrűek között az angolok megkülönböztették a mórokat, akik a Magreb országaiból jöttek, az etiópokat, akik Belső-Afrikából, és a szerecseneket, akik Afrika nyugati partjairól származtak. Legtöbbjük nem szabad akaratából érkezett, de már nem voltak rabszolgák, mert Angliában ekkoriban már betiltották a rabszolgatartást.
A legtöbb külföldi az úgynevezett doche-ok csoportjába tartozott, azaz holland, flamand vagy német volt. Saját templomuk az Ágoston-rendiek egykori kolostora, a mai Austin Friars templom volt. Híresek voltak a southwarki városrész flamand sörfőzői és kurtizánjai. A londoni hollandok leginkább üzleteléssel foglalkoztak, és lehetőleg csak a colchesteri és norwichi hollandokkal házasodtak.
A francia protestánsok – vagyis hugenották – 1550-től érkeztek a városba. Az ő templomuk a Szent Antal volt a Three Needle utcában. Canterburyben, Sandwichben  és Exeterben is voltak hugenotta közösségek. Anyanyelvükön és angolul egyaránt beszéltek, egymás közt házasodtak, és egymás gyerekeit vették fel inasnak, de részt vettek a helyi tágabb közösségek életében is.
A legtöbb idegen nem rendelkezett polgárjoggal, hanem korlátozott jogú „denizen”, lakos volt. A törvény védte életüket és vagyonukat, továbbá joguk volt kereskedni, de: nem tölthettek be tisztséget; különadót kellett fizetniük; kötelesek voltak legalább annyi angolt foglalkoztatni, mint ahány idegent; végrendeletüket latinul kellett megírniuk, hogy érthető legyen a szövege.
A londoniak meglehetősen ellentmondásosan viszonyultak az idegenekhez. Büszkék voltak arra, hogy az idegenek Angliát választották menedékül, de gyakran őket okolták a város gondjaiért, bajaiért: azért, hogy leszorítják a fizetéseket és külföldre viszik a profitot. Sir Walter Ralegh a parlamentben panaszkodott amiatt, hogy a hollandok becstelenek az angolokkal szemben, mert túl keményen dolgoznak. Sokan vélték úgy, hogy nem a vallásgyakorlás szabadsága kedvéért menekültek Londonba a külföldiek, hanem hogy az angolok pénzéből gazdagodjanak.
Valójában azonban a külföldiek sok téren jelentősen hozzájárultak London fejlődéséhez: a hugenotta takácsok teremtették meg London bársony- és selyemiparát; a zöld üvegáruk gyártását a velencei Jacob Verzelini honosította meg; a ruhák keményítésének szokását, sőt a városi kocsik használatát is a hollandok terjesztették el – az utóbbiból fejlődött ki a kocsikészítők iparága; egy Peter Moritz nevű német a Temzén tapasztalható árapály segítségével vizet vezetett a házakba; tucatnyi egyéb szakma művelői is gyarapították London gazdaságát.

## Gazdaság

### Pénzrendszer

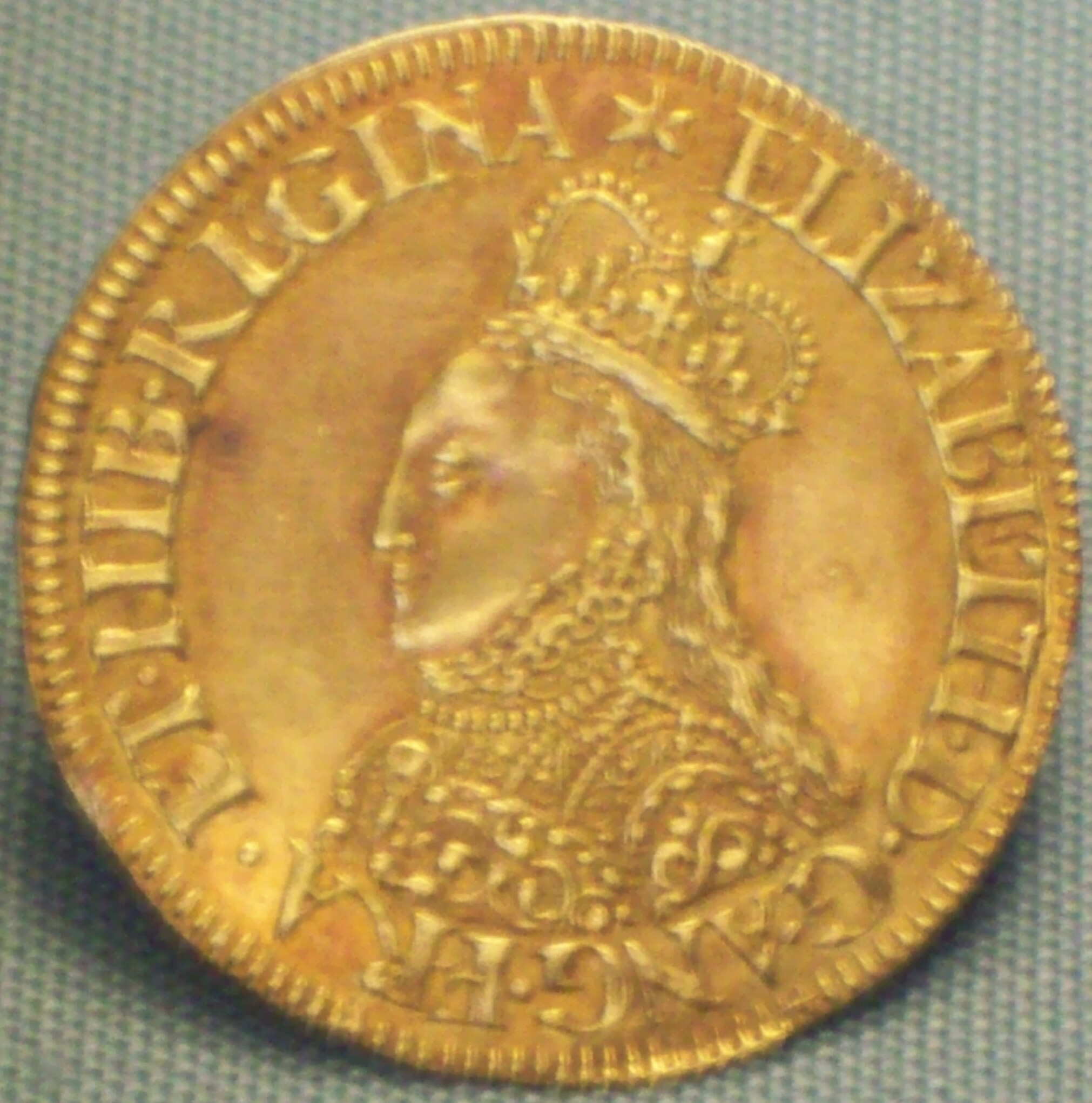
Fél font, 1560-61

Az angolok pénzrendszere már abban az időben is rendkívül bonyolult volt. Saját pénzüket sterlingnek nevezték, ami az easterling elnevezésből rövidült, és eredetileg arra utalt, hogy jó minőségű keleti ezüstből verték, azaz legalább 925 ezred ezüstöt és legfeljebb 75 ezred rezet tartalmazhatott. A hazai pénzek mellett a jelentős kikötői kereskedelmi forgalom miatt számos külföldi pénz is szabad forgalomban keringett. A holland forint értéke két shilling, a spanyol dukáté hat shilling és nyolc penny, azaz fél angol márka volt. Egy francia koronáért általában hat shillinget adtak. Az angol márka csak elszámolási egységként (13 shilling és 4 penny, azaz kétharmad font) szerepelt a pénzek között, ilyen érme nem létezett, de szokás volt márkában megszabni bizonyos bérek, szolgáltatások árát.
| Aranypénzek                    | Értékük shillingben | Ezüstpénzek        | Értékük pennyben |
| ------------------------------ | ------------------- | ------------------ | ---------------- |
| sovereign (23,5 karátos arany) | 30                  | shilling           | 12               |
| sovereign (22 karátos arany)   | 20 (1 font)         | hatpennys (tester) | 6                |
| ryal/rose noble                | 15                  | groat (garas)      | 4                |
| fél font/angel                 | 10                  | hárompennys        | 3                |
| fél angel/angelet              | 5                   | másfél pennys      | 1,5              |
| fél korona/negyed angyal       | 2,5                 | penny              | 1                |
|                                |                     | 3 farthing         | 0,75             |
|                                |                     | fél penny          | 0,5              |

### Kereskedelem, piacok
A Szent Pál-katedrális mellett volt a Cheapside , az akkori London legszélesebb útja, amelynek mellékutcáiban a különböző árucikkekre specializálódó kereskedők, pékek, halászok, cipészek és tímárok, tejárusok, fűszeresek, nyeregkészítők tevékenykedtek. A keleti végen voltak a késesek, majd az utca következő része már a Poultry nevet viselte, mivel itt árulták a baromfit. A Cheapside közepén pedig piacsor húzódott végig. A nyugati végén dolgoztak a megfelelő londoni céhek bosszúságára a külföldi ékszerészek, mert a Lord Mayor hatásköre ide nem terjedt ki. Az északi oldalon állt a selyemáru-kereskedők nagytiszteletű céhének csarnoka.
A piacokat a városi hatóságok rendszeresen ellenőrizték, különös tekintettel az áruk frissességére és az alkalmazott súlyokra. Ennek ellenére gyakori volt a csalás. Előfordult, hogy a csirkék kloákáját bevarrták néhány nappal az eladás előtt, ettől az „meghízott”, de természetesen fogyaszthatatlanná vált.

## Közlekedés
A római uralom óta Angliában nemigen építettek távolsági utakat. Az utak ebben az időben spontán jöttek létre, amerre elég ló és ember közlekedett. Elméletileg az összes egyházközségnek (a kor alapvető közigazgatási egységeinek) feladata lett volna javíttatni az utakat a területén. Minden fizikai munkára alkalmas férfi köteles volt egy évben hat napon napi nyolc órát ezen dolgozni. A gyakorlatban azonban általában csak a helyi utakkal törődtek. A távolsági utazás leggyakoribb formája a lovaglás volt. A királyi futárok száz-száztíz kilométert is lovagoltak egy nap alatt, megfelelő időjárási körülmények esetén. A magányos utazókat azonban az útonállók is veszélyeztették.
A fuvarosok szekerei ebben az időben nehéz, lassú járművek, alig haladtak gyorsabban a gyalogosoknál. Heti rendszerességgel jártak társzekerek London és Oxford, Norwich, valamint Chester között. A kereskedők inkább hátaslovakon vitték az értékesebb holmikat. A lovaskocsik még igazi ritkaságok voltak, és Londontól maximum kétnapi útra lehetett azokat bérelni a rossz útviszonyok miatt. Londonban magában már nagynak tartották a zsúfoltságot a sok kocsi miatt, egyre szaporodott a szekerek, taligák és kocsik száma. A burkolatlan utak miatt a vasalt kerekű kocsik ki voltak tiltva az utakról, és minden kocsi lovait elméletileg kézzel, gyalog kellett vezetni, de ezeket a szabályokat már senki nem tartotta be.
Az átkelés a Csatornán az európai szárazföldre kedvező szél esetén 3-4 órát vett igénybe, de időnként napokat, esetleg heteket kellett várni az megfelelő időjárásra. A legtöbb utas ott húzta meg magát a fedélzeten, ahol tudta, de kabint is lehetett bérelni. A hajók megfelelő szél esetén a Temzén is felhaladtak. A polgármester, a Lord Mayor egyben a londoni kikötő admirálisa is, a Windsor és Gravesend között ő volt a Temze ura. Felügyelői vigyáztak a vízi közlekedés szabályainak betartására. A Temze partjain fekvő veteményeskertekhez bárkákon szállították az emésztőgödrök tartalmát. Az angolok akkor is kiváló hajósok voltak, de sok volt a kalóz és a tolvaj is, ekkoriban évente állítólag több mint háromszázat akasztottak fel közülük Londonban.

## Oktatás

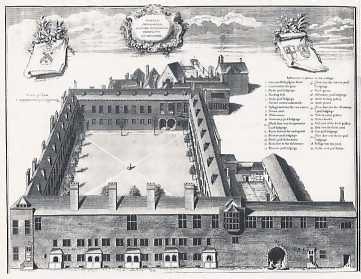
A Gresham Kollégium

Az ország legnagyobb – 153 tanulóval rendelkező – alapfokú iskoláját Szent Pálról nevezték el. John Colet , a rendkívül gazdag polgármester fia alapította, aki egyedül maradt életben 22 testvére körül. Az intézmény szabályzata szerint a diákok bármely nemzetből és országból megkülönböztetés nélkül látogathatták az iskolát. Nagy súlyt helyeztek a latin nyelv oktatására. Az iskolák többsége ingyenes volt, de helyenként elvárták, hogy a tanulók hozzájáruljanak a költségekhez. A tanítási idő reggel hét órától délelőtt tizenegyig tartott, délután pedig egytől ötig. A kedd és szombat délutánok szabadok voltak.
VI. Eduárd angol király a ferencesek egykori kolostorában hozott létre iskolát az árvák számára, ahova lányok is járhattak. Az itt tanuló gyerekek sárga harisnyát hordtak, ami állítólag távol tartotta a patkányokat. Az iskola tanrendjében nagy szerepe volt a zenének. Az iskolának saját felcsere és sörfőzdéje is volt. (A gyenge sört az általában szennyezett víz helyett fogyasztották.) A fiúk általában szakmát tanultak, míg a lányok leginkább cselédnek szegődtek az iskola után.
A felsőfokú képzést nyújtó Gresham Kollégiumot Thomas Gresham kereskedő, a londoni tőzsde megalapítója, az angol uralkodók pénzügyi tanácsadója hozta létre végrendeletileg 1579-ben. Egykori házában, a Bishopsgate épületében hét professzor adott elő teológiát, retorikát, geometriát, orvoslást, asztronómiát, zenét és jogtudományt.

## Egészségügy
Az angliai gyógyászat e korban nemzetközileg igen fejlettnek számított. A londoni orvosok 1518-ban szerveződtek szakmai szervezetbe, a királyi kollégiumba, amely évente egy kivégzett bűnöző holttestét is megkapta boncolás céljára. Csak az orvosok írhattak fel belsőleg használatos gyógyszert. Gyakran keresték meg őket levélben is, és ők válaszul levelezés útján ajánlottak gyógymódokat a beteg vizsgálata nélkül. Sok londoni azonban az öngyógyítás híve volt, számos orvosi könyv is kapható volt már. Ezekben néhány hasznos tanács mellett inkább ma már kuruzslásnak tekinthető gyógymódok szerepeltek.
A borbélyok vagy felcserek 1540-ben tömörültek társaságba; ők végezték a kisebb sebészeti beavatkozásokat. A patikusok ekkoriban még nem szerveződtek saját társaságba, működési engedélyüket a „Fűszerkereskedők Nagytiszteletű Társasága” adta ki. A bábák engedélyüket az egyháztól kapták, szükség esetén keresztelhettek is. Esküt kellett tenniük, hogy nem végeznek abortuszt. Kötelesek voltak lehetőség szerint kideríteni az apa személyét, hogy az újszülött ne szoruljon az egyházközség gondozására.

## Igazságszolgáltatás, törvény és rend

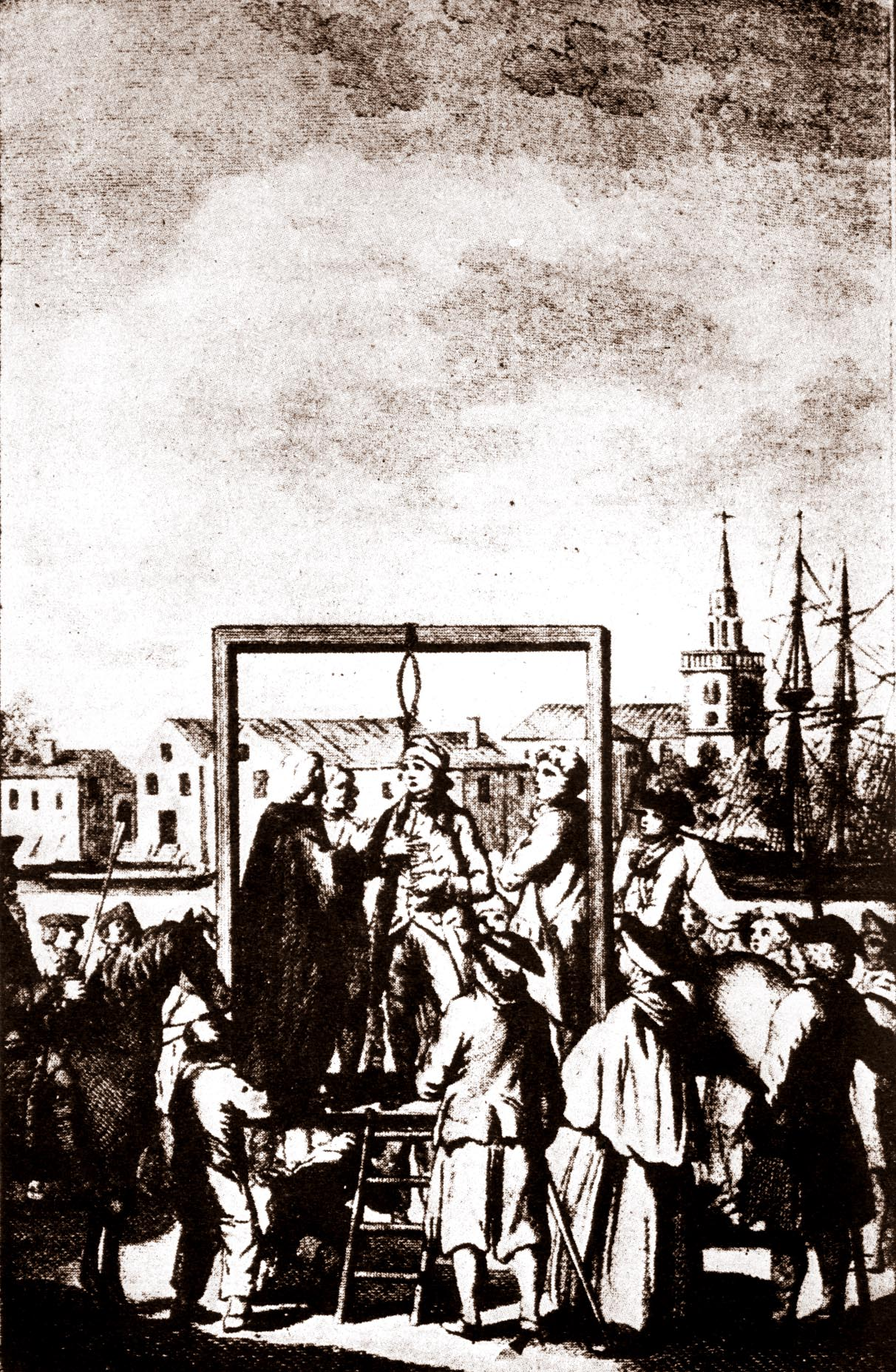
Kalóz kivégzése

London mint nagyváros a drákói büntetések ellenére a bűnözés fővárosa is volt ekkoriban Angliában. Rengeteg volt a piti zsebtolvaj, de sok szervezett banda is működött. A fegyveres támadások, összecsapások is gyakoriak voltak, sok ember – itáliai mintára – rövid kardot, tőrt hordott magánál.
A rendre éjjeliőrök és az őket felügyelő rendőrök ügyeltek. Az előbbiek inkább figyelőszolgálatot láttak el, bottal és lámpával a kezükben, mivel általában idős, gyenge, rokkant, más munkára már nem alkalmas személyek voltak. A rendőröket az egyházközség tagjai közül választották. Terhes szolgálat volt, aki tehette, megfizetett valaki mást, hogy lássa el helyette. Működtek még hivatásos besúgók, és olyanok, akik fizetség ellenében az ellopott javakat próbálták visszaszerezni.
A börtönökben sok volt a politikai fogoly, akiket változatos körülmények között tartottak fogva, főleg a Towerben. Néhányukat időnként meg is kínozták, mások viszonylagos kényelemben raboskodhattak. A bűnözők börtöneiben szörnyű körülmények voltak, súlyos betegségek terjedtek, gyakoriak voltak a szigorú testi fenyítések. Egyes fegyintézetekben azonban már szakmát is tanítottak a bentlakóknak.
A börtönök mellett a büntetések számos más formája létezett, így a nyilvános megalázás kalodában, pellengéren, vagy szekéren körbehordták az illetőt a városban táblával a nyakában. Gyakori volt a megbélyegzés tüzes vassal, de a halálbüntetés is, nem csak emberölésért, hanem útonállásért és sok más bűncselekményért is. Az évi átlag 300 kivégzés, leginkább akasztás, a nyilvánosság előtt zajlott a közönség nagy érdeklődése mellett.

### Polgárőrség
Londonnak saját milíciája, polgárőrsége is volt. Minden céhnek megvolt a saját egysége. A tisztek és közlegények többsége fiatal alkalmazott és inas, ritkán háztulajdonos volt. Rendszeresen gyakorlatoztak dárdáikkal és kardjaikkal, és minden évben egyszer szemlét tartottak. Az elitcsapatoknak muskétájuk is volt. Még VIII. Henrik alapította 1537-ben a londoni „tüzérséget”, a Honourable Artillery Companyt , ami tulajdonképpen íjakat, számszeríjakat és kézifegyvereket használó katonák céhe avagy testvérisége volt azzal a céllal, hogy tiszteket képezzen ki a polgárőrség számára, és így járuljon hozzá London védelméhez. A tagok külföldi háborúkban is szereztek tapasztalatokat, és harcoltak a spanyol armada ellen is.

## Lakás. családi élet, konyha

### Házak, otthonok

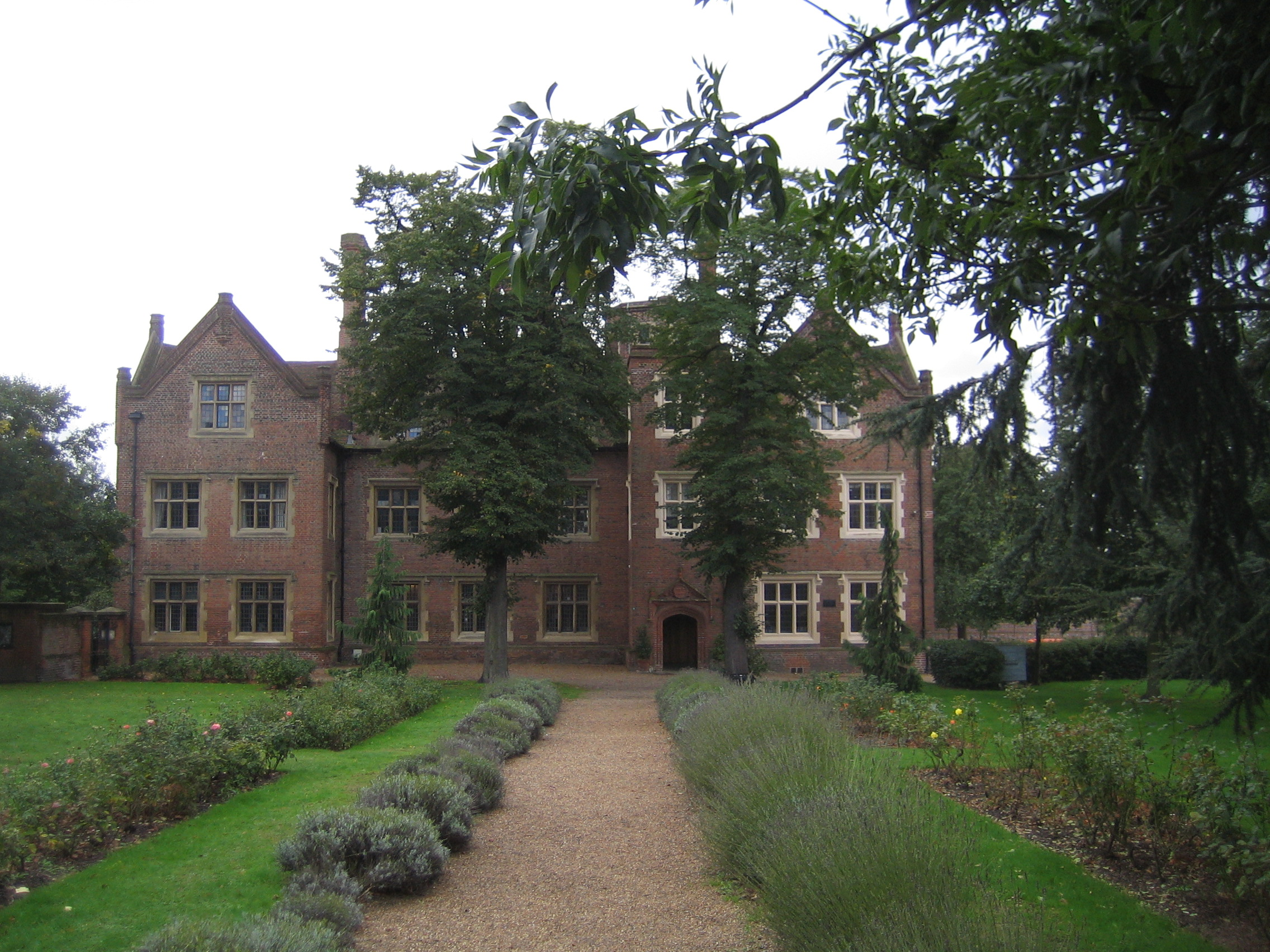
Az Eastbury Manor House Barking and Dagenham kerületben az 1570-es években épült

A 16. század végén London több évtizedes békés korszak után volt. A házak egyre kevésbé hasonlítottak erődítményekre, bár az újgazdagok szívesen díszítették tornyokkal, lőrésekkel házaikat. Vidéken még sok házat vett körül vizesárok, gyakran innen látták el hallal a konyhát.
A lakásméretek jelentősen bővültek: míg a 16. század derekán az angliai házak átlagosan három szobából álltak, I. Erzsébet uralkodásának vége felé már 4-5 szobából, a tehetősek hat-nyolc szobás házakat építtettek, és a földművesek is felcserélték korábbi egy helyiségből álló kunyhóikat két-három helyiséges házakra.
Londonban ekkoriban még kevés volt a kőház, azok is inkább korábbi katolikus egyházi épületek voltak, ugyanis a város körüli vidéken nem volt építkezésre alkalmas kő. Ezért ekkoriban a leggyakoribb építkezési forma a gerendavázas ház volt, ami általában tölgyfából készült, a keretet agyaggal, trágyával, szalmával töltötték ki, jobb esetben helyben égetett téglával.
A házak legtöbbször háromszintesek voltak, a felső emeletek kissé kinyúltak az utca fölé. E korban vezették be a lépcsők használatát a korábbi létrák helyett az emeletek közötti közlekedésre, valamint az illemhelyek építését a lakóházakon belül. Ekkoriban találták fel a vízöblítéses WC-t, a water closetot is, és bár az uralkodó is beszereltette palotájába, csak lassan kezdett elterjedni. A legtöbb házon már volt nyitható, üvegezett ablak, csak a legszegényebbek használtak még olajos rongyokkal vagy pergamennel fedett kis rácsos ablakokat.
A gazdagabb házakban a falakat faburkolat borította – gyakran piros-fehér-zöldre festve, mert ezek voltak a királynő színei. Másutt – spanyol szokás szerint – arany-fekete színezésű bőrrel fedték a helyiségek falát. A leggazdagabbak szőnyegeket is akasztottak a falakra. A vendégek fogadására szánt helyiségek falát leginkább a vakolatra festett történelmi, mitológiai témájú képekkel díszítették. Kedvelt téma volt a Zsuzsanna és a vének bibliai jelenete, mert így ábrázolni lehetett a meztelenséget. A kárpitozott bútorokat még alig ismerték, helyette sok párnát használtak.
A padlót általában kákából készült szőnyeg borította. A fűtéssel takarékoskodtak, ezért az ágynemű sok rétegű volt, és az alváshoz hálósapkát, sálat is viseltek. A hálószobában helyezték el a mosdótálat és a vizeskorsót. A tisztálkodáshoz a szappant házilag készítették.

#### Kertek
A londoniak ekkoriban nagyon szerették a városi kerteket, ahol virágokat, gyümölcsfákat és konyhakerti növényeket termesztettek. Sokan a városon kívül is birtokoltak vagy béreltek saját kis parcellákat. A hagyomány szerint a királynő is rendszeresen kertészkedett a palota kertjében a délelőtti órákban. Nagyon népszerűek voltak a kertészkedéssel foglalkozó könyvek is.

### Étkezés
A legfontosabb étel a kenyér volt. A gazdagok fehér kenyeret ettek, a szegények szürkéssárga kenyere pedig kissé korpás lisztből készült. A kenyeret főzéshez is használták sűrítőanyagként, morzsáját panírként.
A londoni polgárok naponta általában háromszor étkeztek. Hat és hét óra között volt a reggeli: leginkább vajas kenyér, a tehetősebbeknél pedig hering, hideg hús vagy sajt is. A reggelihez gyenge sört ittak. Az ebéd mindig egy meleg fogás volt: sült, pite, leves vagy pörkölt, kenyérrel és sörrel. A vacsora öt és hat óra között volt: leginkább hideg hús, sajt, kenyérrel és sörrel. Az iparosok később, csak hét-nyolc óra körül vacsoráztak. Egy családi ebéd vendégekkel négy-hat fogásból is állhatott, plusz előételekkel, mint a sózott retek, sózott marha (a legfontosabb húsféle) mustárral, vagy osztriga barna kenyérrel. A gyermekeknek felnőttek jelenlétében nem volt szabad leülniük, még étkezéskor sem.
Az ünnepi étkezések alkalmával különleges fogásokat is igyekeztek felszolgálni, főleg vadhúsokat, madarakat és más ritkaságokat. A hattyúból készült ételek voltak a legdrágábbak azok közül, amiket rendszeresen kapni lehetett a piacokon. A mezei és az üregi nyulak közkedveltek és olcsók voltak.
Az evőeszközök körül a villa használatát még felesleges külföldi divatnak tartották. A saját kést és kanalat gyakran magukkal vitték a vendégségbe. Az evés előtti kézmosás viszont már szinte kötelező divattá vált.
Gyakran fogyasztottak halat – nem csak pénteken, hanem szerdán és szombaton is –, mert ez hazafias cselekedetnek is számított: úgy vélték, hogy ezzel támogatják a halászokat, akik viszont a maguk részéről a haditengerészet utánpótlását képezték. A halat sózva, illetve szárítva télire is eltették. Nagy mennyiségben fogyasztottak kagylót. A Skóciából hozott sózott lazacot és a pisztrángot erős sörben főzték meg. A ponty és különösen a csuka drága ritkaságnak számított.
A sajtot a hús helyettesítésére is használták a hústalan napokon. A katonák napi fejadagja fél font volt. Leginkább az egyszerű essexi vagy suffolki juhsajtokat vásárolták, amiket hatalmas, kemény darabokban árultak. A pikáns cheddar és a könnyen morzsolható cheshire luxuscikknek számított.
A zöldségek közül a flandriai hagyma és káposzta volt leginkább népszerű. A céklát, vörös káposztát, gombát, uborkát és sziksófüvet ecetben, alma vagy más savtartalmú gyümölcs levében vagy sörbe áztatva tették el télire. A nyers gyümölcsöt nem tartották egészségesnek, inkább főzve, párolva, sütve fogyasztották. Az importált citrusfélék, valamint a mazsola, a szilva és a sárgabarack nagyon drágák voltak.
Ekkoriban vált divatossá a gazdagok körében a cukor. A királynő maga is rengeteg cukrozott mandulát fogyasztott, és valószínűleg emiatt is színeződtek el, lyukadtak ki a fogai.
A londoniak szívesen piknikeztek a kertben vagy a házuk tetején kialakított teraszon: édességet, gyümölcsös pitét, lekvárt, gyümölcskrémet, fagylaltot, joghurtot, teasüteményt, befőttet és mindenféle egyéb édességet fogyasztottak. A gyümölcslepény tölteléke lehetett hecsedlipép, körömvirág, kankalin vagy gólyahír, tejszínbe vagy aludttejbe keverve. A zsenge borsót is cukorral, sóval, gyümölcslével vagy vajjal ízesítették. A birsalmából kemény lekvárt főztek, és kihűlés előtt különböző formákba öntötték.
A szegény emberek étkezését jól jellemzik a londoni halászoknak a halászati szezonban szokásos napi ételadagjáról fennmaradt adatok:
- napi egy gallon (4,5 liter) sör
- egy font (45 dekagramm) kétszersült
- 4 uncia (11 dekagramm) szalonna
- 3 uncia (8,5 dekagramm) zabkása vagy szárított borsó
- fél font (23 dkg) holland sajt
- negyed font (12 dkg) vaj
- korlátlan mennyiségű friss hal (fogás esetén)

Fűszerként, ételízesítőként fogyasztottak még a fentiekhez kis ecetet, mézet, cukrot, borsot, szerecsendiót és gyömbért.

#### Italok

##### Tej
A felnőttek körében Londonban ekkoriban csak a szegény emberek ittak tejet. A tejet és a tejszínt azonban széles körben használták ételek, sütemények elkészítéséhez. A tejnek egyébként gyakran sörös íze volt, mert az istállózott teheneket nagyrészt a sörfőzés melléktermékeivel etették.

##### Szeszes italok
A mindennapok házi itala, a víz szennyezettsége miatt a gyerekek számára is, az ale, a gyenge, komló nélkül készült sör volt. Három különböző, az egyszerű, a dupla és a dupla-dupla erősségben főzték. I. Erzsébet angol királynő trónra lépése után betiltotta a dupla-dupla főzését, mivel fogyasztása verekedésekhez, késelésekhez vezetett.
Az ale-t sokféleképpen, például dióval, fahéjjal vagy rozmaringgal is ízesítették. A komlóval készült sör íze intenzívebb, és sokkal tovább eláll. A nagyurak háztartásában a sör gyakran egy évet is állt fogyasztás előtt.
A bort importálták, bár korábban a kolostorokban próbálkoztak szőlő termesztésével is. A legkedveltebbek a bordói, meg a könnyű déli száraz borok, valamint a madeira és a malvázia voltak. A borokat nem palackozták, hanem csapolták a hordókból, és általában vízzel hígították. A borokat általában nem tartották meg egy évnél tovább, mert ezután már kezdett megsavanyodni.
Ekkoriban jöttek divatba, írországi és németalföldi hatásra, a nagy alkoholtartalmú italok. Aqua vitae-nek, vagyis az élet vizének is nevezték, és borókával, ürömmel, izsóppal vagy mentával ízesítették őket. Szíverősítőként, palackozva, patikában is árulták ezeket.

#### Új ételek, új divatok
London világkereskedelmi szerepénél fogva különösen fogékony volt a külföldi hatásokra. A korábbi királyi luxuscikkek, mint a cukor, a bors, a mandula és a datolya már a polgári házakban is megjelentek. Az olajbogyót görög földről, a kapribogyót Franciaországból, a szardellát pedig Spanyolországból importálták. Megérkezett Angliába az uborka, a málna, a spenót, a padlizsán, a füge, a spárga, a szeder, a vesebab, a karfiol, az édesburgonya, a spanyol articsóka és a csicsóka is. A paradicsomot afrodiziákumnak tartották. A kukoricát nem értékelték sokra, azt írták róla a szakkönyvek, hogy alig hoz termést, nehezen emészthető, inkább a disznóknak való. A burgonyáról még csak ekkoriban ismerték fel, hogy mely része fogyasztható, de még nem tudták, hogyan kell elkészíteni.

### Dohányzás
Ezekben az években vált divattá a dohányzás is. Eleinte étkezés után, aztán minden lehető alkalommal rágyújtottak a kedvelői annak ellenére, hogy számos lelkész és mások is erősen ellenezték, gúnyolták ezt az újmódi szokást.

## Öltözködés, divat
Az urak öltözködését elméletileg törvények szabályozták – például csak magas rangúak hordhattak ezüsttel, arannyal varrott vagy lila selyemszövetet –, de ezeket a szabályokat a királyi udvaron kívül ebben a korban már senki sem tartotta be.
A kor divatos ruhája volt – főleg férfiak, de időnként nők számára is – a spanyol eredetű, doublet nevű, a felsőtestet takaró zeke, aminek levehető ujjait kitömték. Ezt bőrmellény takarta. Efölött a fiatalok térdig érő, az idősebbek bokáig érő köntöst viseltek. Az utcán a csuklyás köpeny praktikus viselet volt. Azok a férfiak, akik formásnak tartották lábukat, szűk nadrágot viseltek, mások buggyos térdnadrágot hordtak. A fiúkat hétéves korukig ugyanúgy öltöztették, mint a kislányokat.
A nők ruhájának felső része egyenes volt, fapálcikák vagy bálnacsontok merevítették. A szoknya felett általában kötényt hordtak. Az övükbe helyezték a szükséges apróságokat, mint az olló, zsebkés, pecsét, fültisztító és illatszeres zacskó. A ruha alatt csak egy lenvászon inget viseltek, semmi mást. A jó cipők spanyol bőrből készültek. A királynő és más előkelő hölgyek ruhakölteményeit tűk tucatjai tartották a helyükön.
Elengedhetetlen kiegészítő volt a kesztyű, amit a hölgyek esetében gazdagon hímeztek, illatosítottak, esetleg ékszerrel is kivarrtak. Nagy divat volt a kerek, pliszírozott, levehető körgallér, férfiak és nők számára egyaránt. A 16. század második felében ezek egyre nagyobbak lettek, anyaguk elérhette az öt és fél méter hosszat mintegy 600 redőbe szedve. Kényelmetlen viselet volt, ezért terjedt el az a szokás, hogy ha valaki ünnepi rendezvényre ment, a körgallérját egy szolgáló vitte dobozban, és csak közvetlenül az érkezés előtt vették fel. Kikeményítését általában németalföldi nők végezték, mert onnan terjedt el ez a művelet. A gallér nem csak fehér lehetett: növényi festékkel elefántcsontszínűre, rózsaszínre, sárgára, mályvaszínűre is festették. A királynő nem szerette a kék gallért, ezért azt betiltották.

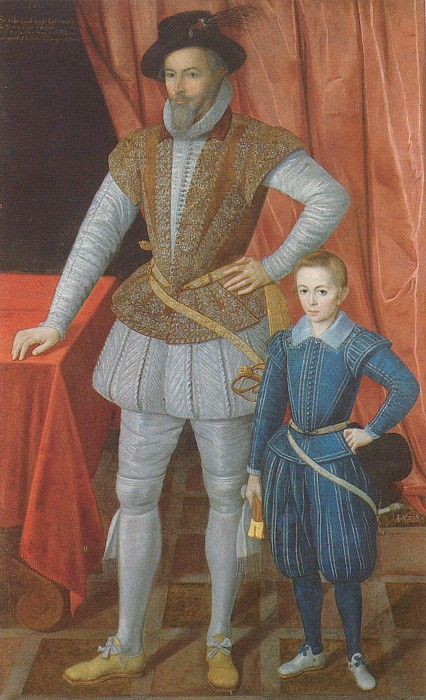
Sir Walter Raleigh és fia doublet-t viselnek; 1602
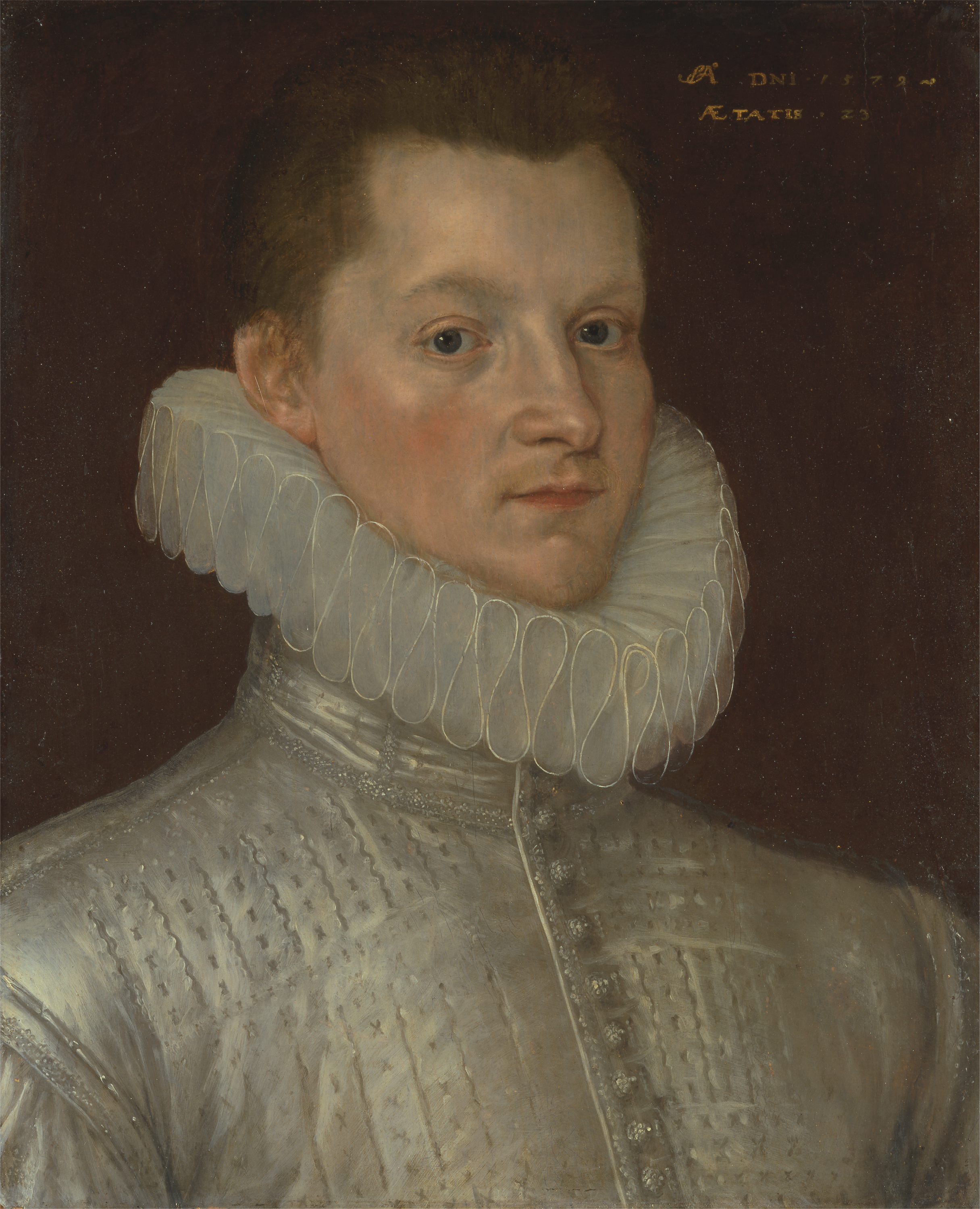
John Smythe portréja 1579-ből
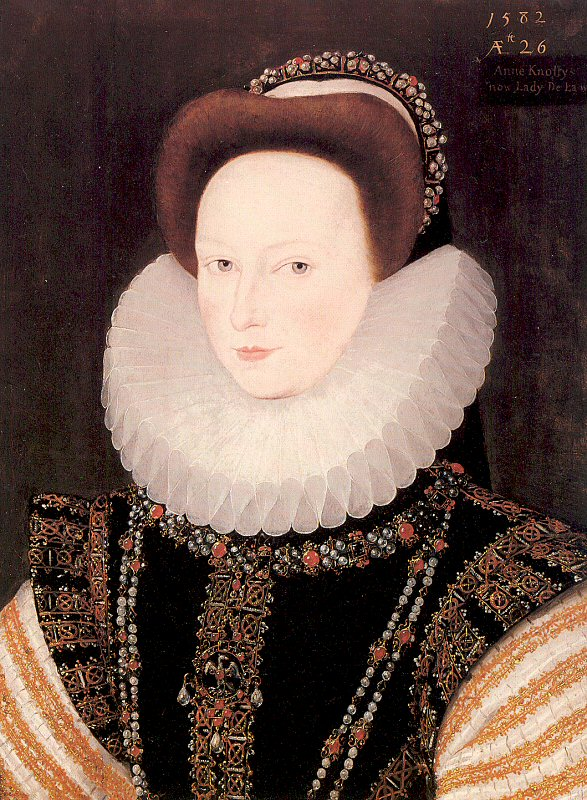
Anne Knollys portréja 1582-ből
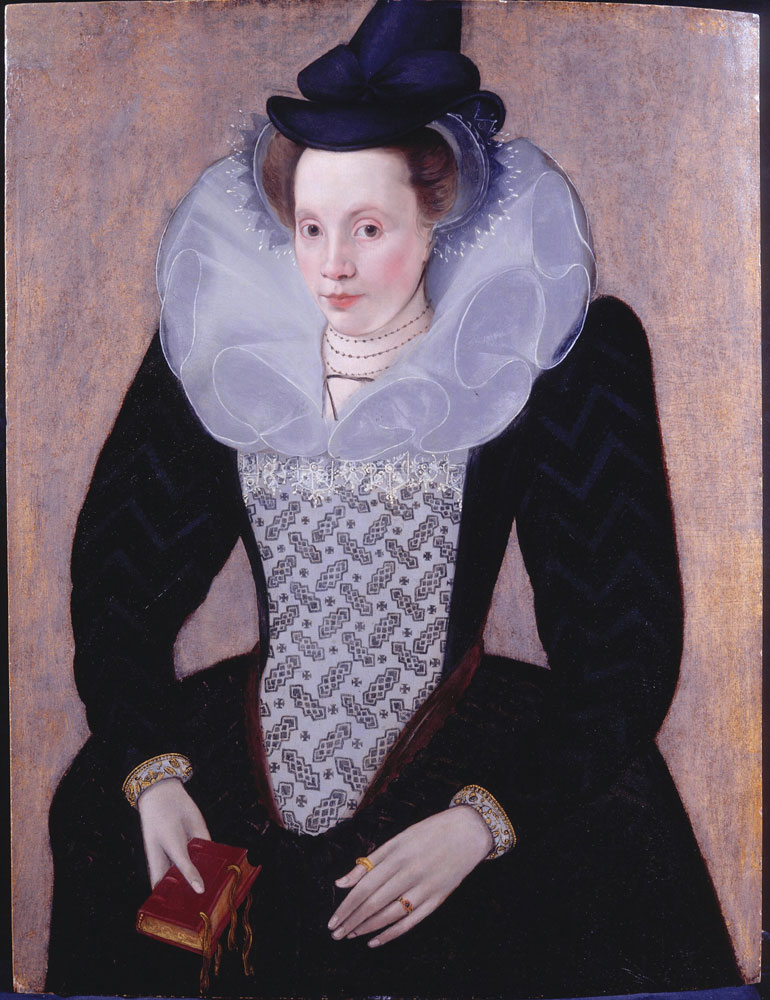
Puritán angol nő portréja 1592-ből
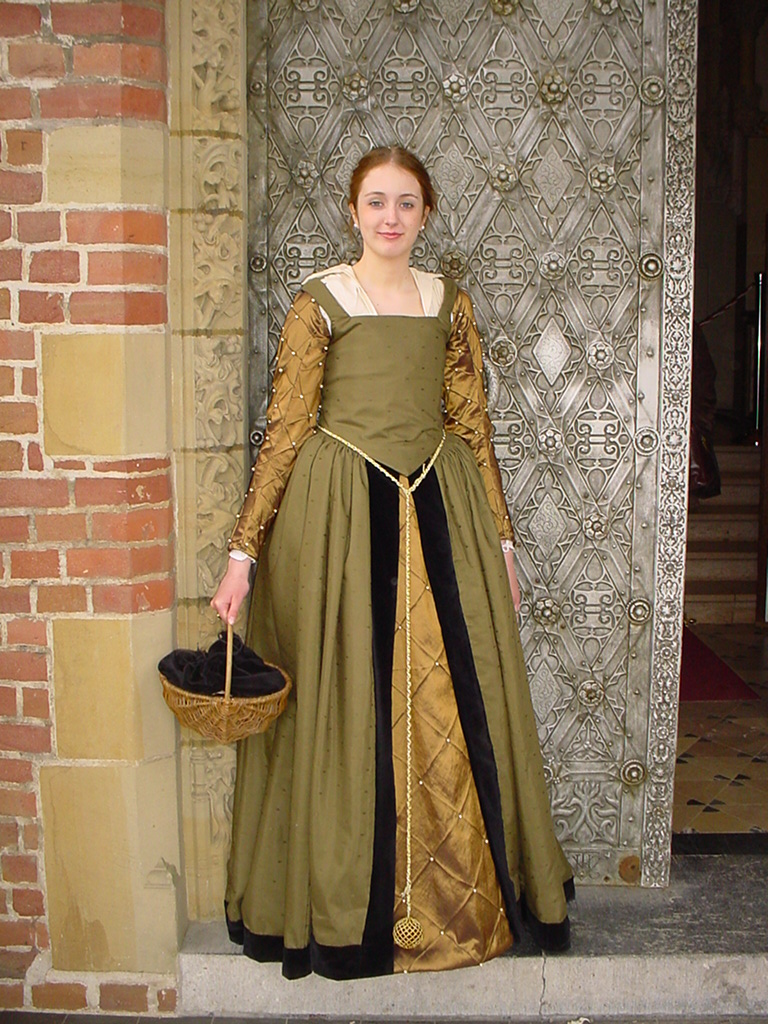
Korabeli ruha modern interpretációja

## Ünnepek
Londonban húsvét és ősz között sok ünnepet tartottak. Nagycsütörtök napján a királynő rendszeresen ellátogatott a westminsteri apátságba, hogy szertartásosan megmossa a jámborságuk miatt kiválasztott, a királynő éveivel azonos számú szegény lábát, akik ajándékot is kaptak.
Május 1-jén a fiatal legények hajnalban virágot gyűjtöttek a város határában, hogy feldíszítsék házaikat. A lányok májusi harmattal mosták meg arcukat, hogy eltüntessék szeplőiket. A legszebb lányok közül megválasztották május királynőjét. A napot játékokkal, sporttal is ünnepelték, különösen népszerű volt az íjászat. Májusfát állítottak, este pedig máglyákat gyújtottak. A tánc és ivászat egész éjjel folyt. Ezen az estén a színházak olyan darabokat adtak elő, amelyeknek Szent György volt a témája. Korábban ő volt Anglia védőszentje, de Erzsébet királynő uralkodása 10. évében betiltotta az ünneplését. A hagyomány azonban tovább élt, csak áttevődött a közeli május 1-re.
Szent Iván éjéről is nagy ünnepléssel emlékeztek meg. A máglyákat június 23-án estére gyújtották meg. Úgy tartották, hogy ezen az éjjelen látni lehet a jövőt, és különösen alkalmas szerelmi bájitalok készítésére, valamint a szellemek megfigyelésére. A nyári napforduló napja – június 24. – a május elsejei ünnephez hasonló programokkal telt el.
Szent Bertalan ünnepe augusztus végén az I. Henrik uralkodása idejére tehető kezdetektől a 16. századra már kéthetes eseménysorozatra duzzadt.
Az uralkodó születésnapja, szeptember 7-e 1584-ben lett hivatalos ünnep. Ekkor minden egyházközségben hálaadást tartottak, a szegény öregasszonyok közül kiválasztottak annyit, ahány éves volt a királynő, és ők imádkoztak a hosszú életéért, országa gyarapodásáért. Az asszonyok kis ajándékot kaptak.
A közeli Charlton faluban (ma London része) tartották október 18-án a „szarvas vásárt”. A hagyomány szerint János angol király erre járva elcsábította a molnár feleségét, majd cserébe megengedte a felszarvazott férjnek, hogy a helyi templom védőszentjének, Szent Lukácsnak a napján vásárt tartson. Ennek emlékére sokan jelentek meg a vásárban királynak öltözve vagy szarvval a fejükön.
London polgármesterét, a Lord Mayort minden évben október 13-án választották meg, és október 29-én tartották a polgármester napját. Ekkor a város új vezetője pompás menetben, tanácsosaival együtt vonult a Westminster Hallhoz, ahol letette az esküt. Utána a Temzén hajózott egy díszes csónakon, majd a Szent Pál-rakparton szállt partra, a város utcáin a Guildhallba vonult dobosok, trombitások, oboások és fuvolások, dárdások és zászlóvivők, valamint a város főbb tisztviselői kíséretében. Este az új polgármesternek saját költségén kellett bankettet rendeznie mintegy ezer fő számára.

## Szórakozás, sport, színház

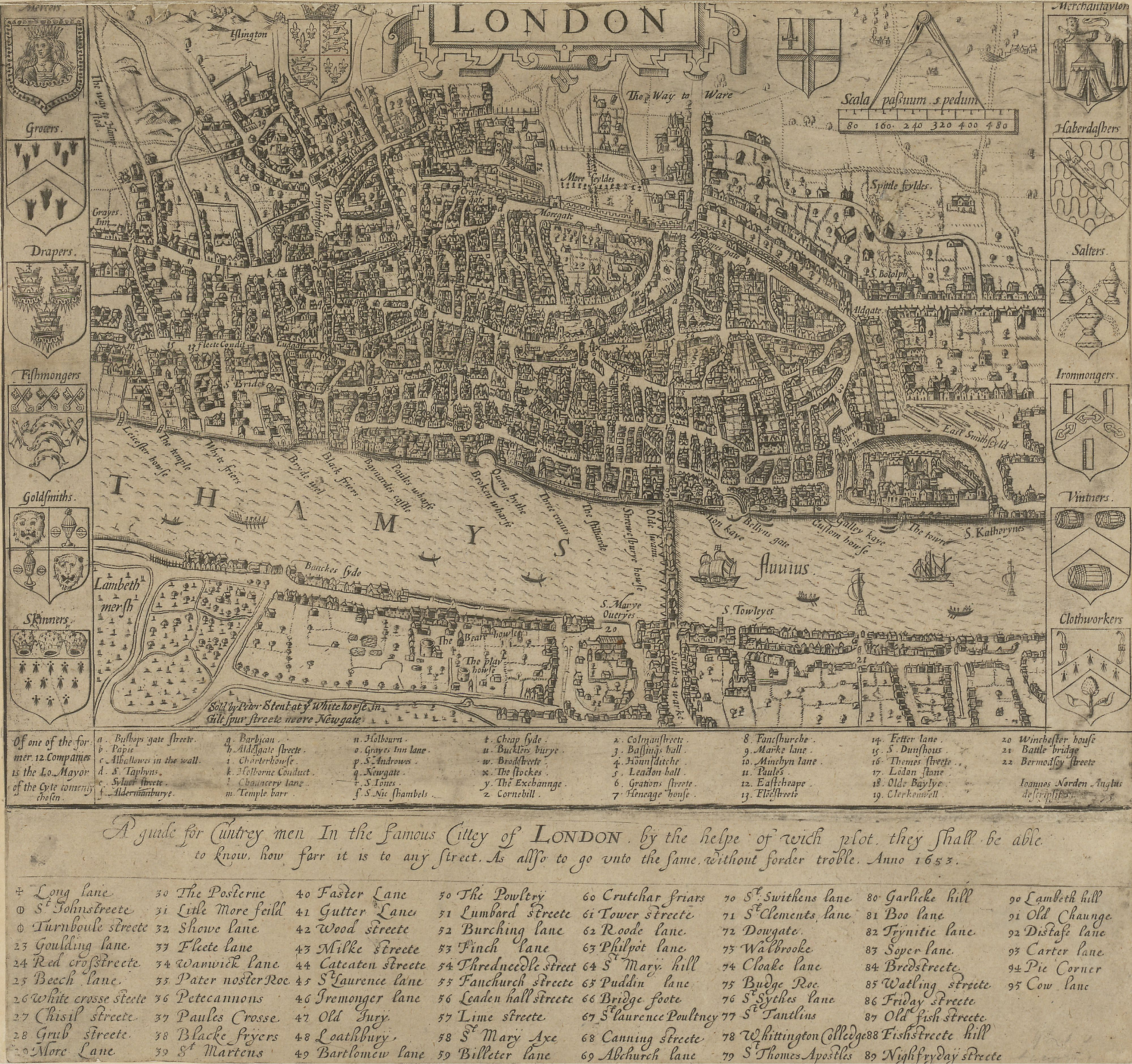
London központi része egy 1593-as térképen

Az ünnepeken kívül állandó szórakozási lehetőségek is voltak, főleg a város törvényben rögzített határain kívül, ugyanis a városi tanács nem volt barátja a játéknak és más haszontalanságoknak. Az urak és hölgyek legtöbbször a paloták kertjében sétáltak, és egymás társaságát élvezték. A különböző céhek tagjai általában a székházuk körüli parkba jártak kikapcsolódni. A vacsorák, rendezvények alkalmával a kottából éneklés, a házi zenélés, a társastánc a műveltebb körök mindennapos szórakozása volt.
A sportok közül a vadászat, a kezdetleges tenisz, a teke és a vívás volt népszerű. Az íjászat katonai jelentőségét már csaknem teljesen elveszítette, de sportként népszerű maradt, és az orvvadászok körében is kedvelték hangtalansága miatt. Ekkoriban még érvényben volt az a törvény is, hogy a királynő minden hét és hatvan év közötti férfi alattvalója (kivéve a papokat és a bírákat) köteles volt otthonában egy hosszúíjat tartani a hozzá való nyilakkal együtt. A szegények sportja a birkózás és a labdarúgás volt: az utóbbi ekkoriban még általában két falu legényeinek összecsapása volt egy labda körül, akár százfős csapatokban, minden szabály nélkül, és leggyakrabban tömegverekedésbe torkollott.
A köznép szórakozni főleg a Temze északi partján keleten fekvő Wapping  és Shadwell  negyedekbe járt, ahol meglehetősen rossz hírű kocsmák, szerencsejáték-barlangok és nyilvánosházak voltak. A legnagyobb szórakozónegyed a túloldalon ekkoriban a London-híd déli lábától nyugatra, Southwark  Temze-partjának Bankside nevű körzete volt. Itt voltak a különböző állatviadalok helyszínei, valamint kocsmák és nyilvánosházak mellett a fontosabb színházak is.
Ebben az időben kezdtek létrejönni az állandó színházak a korábbi – kocsmákban, udvarokon és más helyszíneken tartott – alkalmi előadások helyett. London első színházai – a Theatre és a Curtain – északkeleten, a külváros Shoreditch  nevű részében voltak. Itt mutatta be először William Shakespeare a Rómeó és Júliát, A makrancos hölgyet és az V. Henriket. A Theatre nevű intézményt később átköltöztették a Bankside-ra, és ott a Globe nevet kapta. Legfontosabb vetélytársai itt a Rose és a Swan nevű színházak voltak. Az előadások általában délután 2-kor kezdődtek. Az állóhelyek egy pennybe kerültek, az ülőhelyek kettőbe, de sokszor két-háromezer ember is befért egy előadásra. A bevétel átlagosan 8 font volt előadásonként: az írók – mint Shakespeare – 6 fontot kaptak egy-egy új drámáért.
E korban fellendült az útikönyvek kiadása is. A hosszabb külföldi tartózkodás után hazatért és végleg letelepedett utazók kötelességüknek tartották tapasztalataik közreadását, melyek földrajzi és gazdasági szempontból is hasznosak voltak a vállalkozók következő generációinak. Richard Hakluyt 1589-ben adta ki fontos művét Az angol nemzet legfontosabb hajóútjairól, utazásairól és felfedezéseiről…, de más hasonló művek, útikalauzok, kézikönyvek, valamint egylapos, olcsó tájékoztató nyomtatványok is tömegével jelentek meg.

## A korabeli angol nyelv

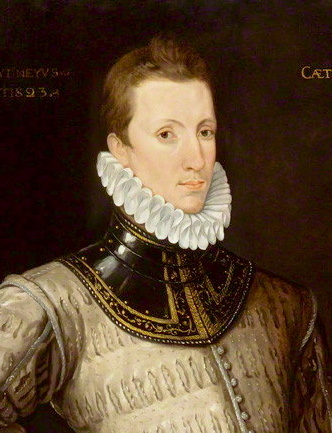
Philip Sidney

Ebben az időben az angol még nem volt világnyelv, sőt alig ismerték Anglia határain kívül. A művelt angolok franciául és latinul tanultak. A királynő udvarhölgyeinek is kötelező volt megtanulniuk franciául.
Ebben a korban kezdődött viszont egyfajta nemzeti ébredés Angliában, aminek eredményeképpen az angolok egyre nagyobb büszkeséggel tekintettek nyelvükre. A kor nagy alakja, Philip Sidney azt írta: „az angol nyelv bármely más nyelvvel felveheti a versenyt a világon, ha arról van szó, hogy édesen és érthetően kell kifejezni a gondolatokat, ami a beszéd lényege”. Olyan tudósok, akik korábban latinul adták volna ki műveiket, hogy külföldön is olvassák őket, ekkoriban már angolul publikáltak, hogy honfitársaik minél szélesebb körét szólítsák meg.
Könyveket adtak ki magáról az angol nyelvről is, például Richard Carew művét (Levél az angol nyelv kiválóságáról), valamint Thomas Wilson A szónoklás művészete című kötetét. Megindultak a viták a „helyes angolság” mibenlétéről, helytelenítették az idegen szavak használatát (Roger Ascham, George Puttenham). Nyelvtankönyveket is kiadtak, de a szabályokat senki nem tartotta be pontosan. Különösen sokféle volt a tulajdonnevek helyesírása. Az ébredező „nyelvvédelem” ellenére ez időben rengeteg külföldi szó érkezett az angolba a latinból, görögből, franciából, spanyolból és a hollandból is.

## Időjárás, természeti körülmények
A 16. század végén – a kis jégkorszaknak is nevezett európai hideg kor miatt – a brit szigetek éghajlata is lényegesen hűvösebb volt a mainál. A nyarak általában rövidek és nagyon csapadékosak, a telek kegyetlenül hidegek voltak. 1565-ben és 1595-ben a Temze teljesen befagyott. 1568-ban több hajó is elsüllyedt a viharban a Temzén Gravesendnél. 1577-ben hatvan centiméter hó borította be Londont. 1589-ben földrengés volt. 1594 és 1597 között a katasztrofális időjárás miatt éhínség pusztított. 1595-ben még Londonban is éhséglázadás volt. Az alapvető szükségletek kielégítésére a Baltikumból importáltak gabonát.
Az 1582-ben bevezetett Gergely-naptárt ekkoriban Anglia, mint „pápista szokást”, még nem fogadta el, ezért a dátumozás erősen különbözött más európai országokétól: az év első napja Angliában március 25-e volt, viszont Skóciában például január 1.

## A korabeli London nevezetességei
London egyik első számú nevezetessége a középkori – akkoriban már négyszáz éves – London-híd volt. Több mint száz lakóház és bolt állt rajta, köztük egy kápolna is. A szűk hidat ellepte a kocsik, lovasok, árusok, koldusok, birkák és marhák tömege. A híd déli részén állt a Nonsuch (Párjasincs) ház. Ez a négyemeletes, a híd egész szélességét átfogó, fából készült, gazdagon díszített épület Hollandiában készült és részekben szállították Londonba. A híd déli végén hazaáruló nemesek, nagyurak karóra tűzött fejét tették közszemlére.

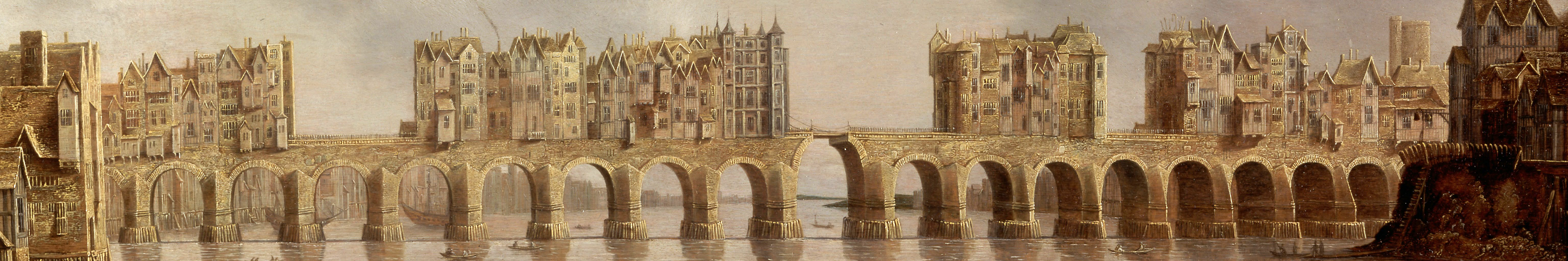
A középkori London Bridge

A Temze folyó maga ebben az időben fontos kereskedelmi ütőér volt, több ezer csónakos élt meg rajta az áruk és személyek szállításából. A London-híd pillérei közötti szűk átjárókon azonban csak kis csónakok tudtak áthaladni, azok is nagy veszélynek voltak kitéve a víz erős sodrása miatt. A hídtól keletre – korabeli leírások szerint – a folyót szinte ellepték az árbócok és vitorlák. A folyón sok szelíd hattyú volt, melyek kis szigeteken raktak fészket. Ezeket csak a királynő asztalán szolgálhatták fel, vadászatuk egyébként tilos volt.

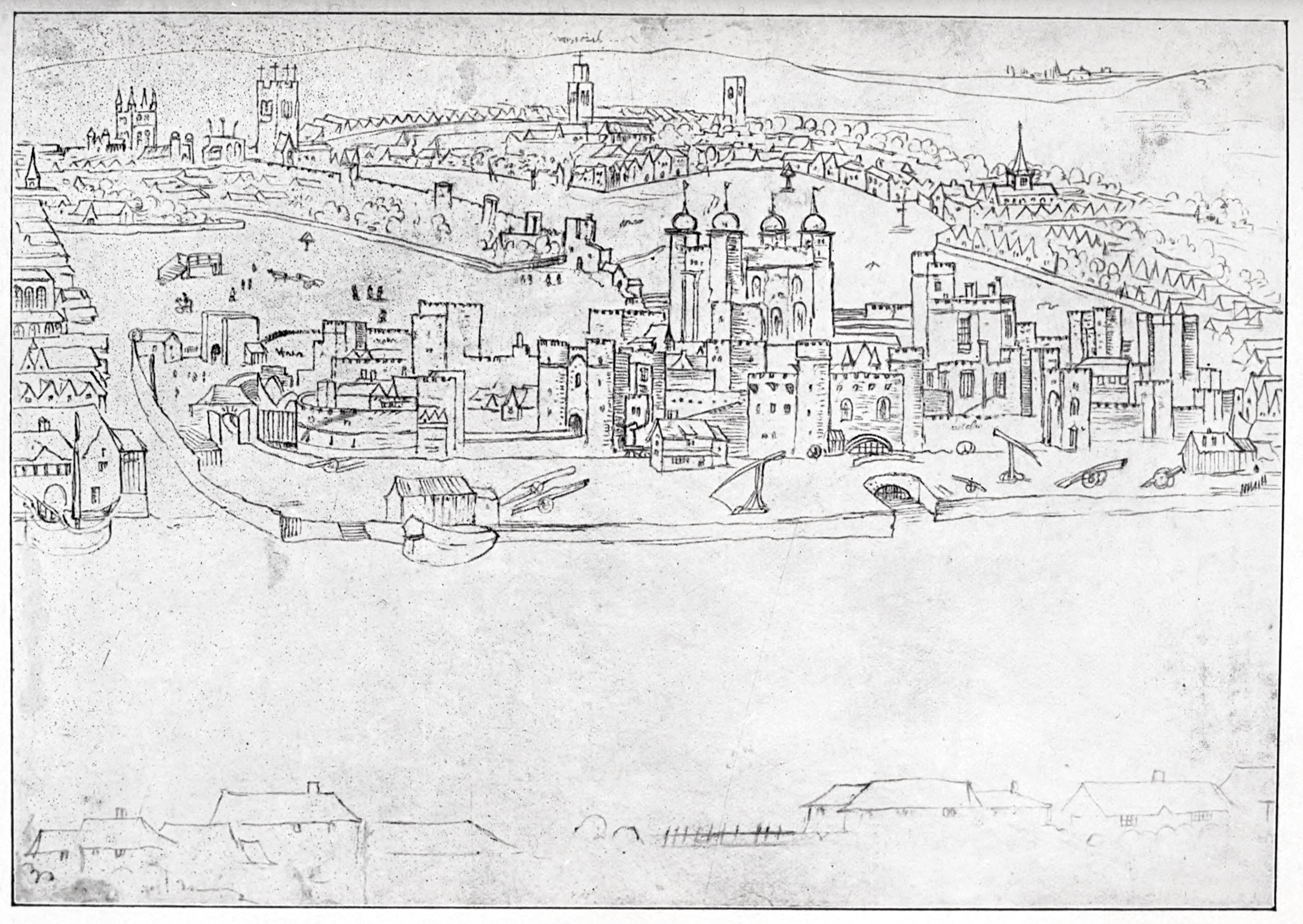
A londoni Tower a 16. században

A londoni Tower ekkoriban sokféle funkciót látott el. A védelmi feladatok mellett királyi összejövetelek helyszíne, a legveszélyesebb bűnözők börtöne, kínzókamra, pénzverőhely, fegyverraktár, a koronaékszerek kincstára, valamint irattár is volt. Ennek ellenére a helyőrség tagjai rendszeresen vezettek körbe látogatókat is a Towerben. A fegyvertárban látni lehetett VIII. Henrik angol király eredeti sisakját, pajzsát, fegyverzetét és buzogányát, amik jól mutatták a király óriás termetét.
London belvárosának nagy részét az első kimondottan kereskedelmi célokra épült palota – és egyben az e korban emelt egyetlen művészileg jelentős épület –, a Thomas Gresham által 1567-ben építtetett tőzsde uralta. A királynő engedélyezte, hogy ez a fontos kereskedelmi központ a Royal Exchange nevet viselje. Az összes építőanyagát Németalföldről importálták – a téglát Antwerpenből, a palát Dordrechtből, a faburkolatot és az üveget pedig Amszterdamból. Az építészt, a kőműveseket, de még az egyszerű építőmunkásokat is a Csatornán túlról hozatták – a helyi céhek természetes ellenkezésének dacára.
A korabeli város fontos nevezetességei voltak még a Whitehall-palota, a királynő első számú otthona; a Westminster-palota; a Westminsteri apátság; a londoni városháza, a Guildhall; és az akkori Szent Pál-székesegyház, ami nem azonos a maival. A katedrális belső udvara a londoni könyvkötészet és könyvárusítás központja volt. Szép kiállítású, a finom szattyánbőrbe kötött súlyos könyvek mellett kaphatók voltak itt néhány pennyért pamfletek, balladák és évkönyvek is.

## Kapcsolódó szócikk
- Mindennapi élet Franciaországban a felvilágosodás korában